# Les Mésaventures de Merlin Jones
Pour plus de détails, voir Fiche technique et Distribution.
Les Mésaventures de Merlin Jones (The Misadventures of Merlin Jones) est un film de Walt Disney Pictures réalisé par Robert Stevenson en 1964. Le film a fait l'objet d'une suite, Un neveu studieux (1965).

## Synopsis
Merlin Jones, un lycéen précoce et intelligent, fait des expériences avec l'hypnose et crée une machine avec un pouvoir appelé « Esprit-lecture ». Cependant, ses expériences l'embarquent dans une situation très difficile qui est sérieusement en contradiction avec la loi.

## Fiche technique
- Titre original : The Misadventures of Merlin Jones
- Titre français : Les Mésaventures de Merlin Jones
- Réalisation : Robert Stevenson assisté de Joseph L. McEveety
- Scénario : Tom August et Helen August d'après une histoire de Bill Walsh
- Photographie : Edward Colman
- Montage : Cotton Warburton
- Direction artistique : Carroll Clark, William H. Tuntke
- Décorateur de plateau : Emile Kuri, Hal Gausman
- Costumes : Chuck Keehne, Gertrude Casey[1]
- Maquillage : Pat McNalley
- Coiffure : La Rue Matheron
- Musique : Buddy Baker
  - Chansons : Richard M. Sherman et Robert B. Sherman (Merlin Jones)
  - Montage : Evelyn Kennedy
  - Orchestration : Robert F. Brunner
- Technicien du son : Robert O. Cook
- Animation générique : Bill Justice, Xavier Atencio
- Directeur de production : William O'Sullivan, Erwin L. Verity
- Producteur : Walt Disney, Ron Miller (associé)
- Société de production : Walt Disney Productions
- Distribution : Buena Vista Distribution
- Budget : nc
- Langue : Anglais
- Pays d'origine : États-Unis
- Format : Couleurs - 1,75:1 - Mono - 35 mm
- Genre : comédie, aventures, famille, science-fiction
- Durée : 88 minutes
- Date de sortie : 22 janvier 1964
- Box office (États-Unis/Canada) : 4 000 000 $

Sauf mention contraire, les informations proviennent des sources concordantes suivantes : Leonard Maltin et IMDb

## Distribution
- Tommy Kirk : Merlin Jones
- Annette Funicello : Jennifer (as Annette)
- Leon Ames : Judge Holmsby / Lex Fortas
- Stuart Erwin : Police Captain Loomis
- Alan Hewitt : Professor Shattuck
- Connie Gilchrist : Mrs. Gossett, Holmby's Housekeeper
- Dal McKennon : Detective Hutchins
- Norman Grabowski : Norman, Midvale Football Player
- Michael Fox : Kohner
- Bert Mustin : Bailif

Source : Leonard Maltin, Dave Smith et IMDb

## Sorties Cinéma
Sauf mention contraire, les informations suivantes sont issues de l'Internet Movie Database.
- États-Unis : 22 janvier 1964 (première), 25 mars 1964 (nationale)
- Japon : 6 mars 1965

## Origine et production
L'histoire du film se découpe en deux parties en raison du projet d'origine d'en faire un téléfilm de deux épisodes. La première voit le jeune garçon acquérir ses facultés de lecture de la pensée et parvient à apprendre la seconde vie du juge Holmsby, un écrivain sous le pseudonyme de Lex Fortas. La seconde partie est centrée sur les expériences avec un singe et l'hypnose.
La distribution de film compte Tommy Kirk et Annette Funicello, deux acteurs sous contrats avec le studio Disney et issus des productions télévisuelles dont The Hardy Boys et le Mickey Mouse Club. Annette Funicello a participé à plusieurs films Disney dont Quelle vie de chien ! (1959), Babes in Toyland (1961) et Un neveu studieux (1965).
Mais le film est un film à petit budget proche des productions télévisuelles. La réalisation du film a été confiée à Robert Stevenson mais cette tâche dénote parmi les productions plus importantes au sein du studio. L'ensemble de l'intrigue du film se situe en intérieur, facilement réalisable en studio.
La chanson titre du film, composée par les Frères Sherman, est chantée par Annette Funicello. Jimmy Johnson fait remarquer que la bande originale ne comporte aucune chanson en dehors de celles chantées par Annette.

## Sortie et accueil
Les critiques sont assez perplexes vis-à-vis du film. Robert Salmaggi du Herald Tribune écrit qu'il est persuadé que le film était prévu pour la télévision, seule manque la publicité et qu'il faut oublier ce point pour se concentrer sur l'histoire et aussi oublier le scénario. Eugene Archer du Times écrit que la qualité du film est assez basse pour les standards de la télévision, le script est superficiel et qu'il se demande qui dépensera les 2 dollars pour la place de cinéma.
Malgré ses faibles qualités cinématographiques, le film recueille quatre millions de dollars lors de sa sortie aux États-Unis, et entraine la production d'une suite intitulée Un neveu studieux (1965), et ressort même en 1972,. Le film a été édité en vidéo en 1986.

## Analyse
Le studio Disney a procédé de nombreuses fois au transfert de productions initialement prévues pour à la télévision vers le cinéma souvent avec une qualité qui fait oublier le transfert. Mais selon Leronard Maltin, avec Les Mésaventures de Merlin Jones, c’est la première fois que la qualité n'est pas au rendez-vous et qu'un long métrage prévu pour le cinéma semble avoir été réalisé pour la télévision. Ce film à petit budget est composé de deux parties distinctes comme le serait une émission de télévision.
Steven Watts précise que Les Mésaventures de Merlin Jones fait partie des nombreux films scénarisés par Bill Walsh, auteur de nombreux films Disney ayant eu un succès commercial et populaire dans les années 1960 comme Quelle vie de chien ! (1959), Monte là-d'ssus (1961), Après lui, le déluge (1963), Mary Poppins (1964), L'Espion aux pattes de velours (1965) et Lieutenant Robinson Crusoé (1966). Watts ajoute que Les Mésaventures de Merlin Jones est l'une des nombreuses comédies à budget modéré attirant le public avec de l'humour et souvent les mêmes acteurs, produites après le succès de Quelle vie de chien ! (1957).

## Adaptation en roman
- L’Étudiant et le chimpanzé, paru en 1971 chez Hachette dans la collection Bibliothèque verte.